# Rogier Pathie
Rogier Pathie (Cambrai (?), na 1510 – Valladolid (?), na 1565) was een organist en componist van de Franco-Vlaamse School. Hij was een vertrouwenspersoon van regentes Maria van Hongarije en trad na haar dood in dienst van koning Filips II van Spanje.

## Leven

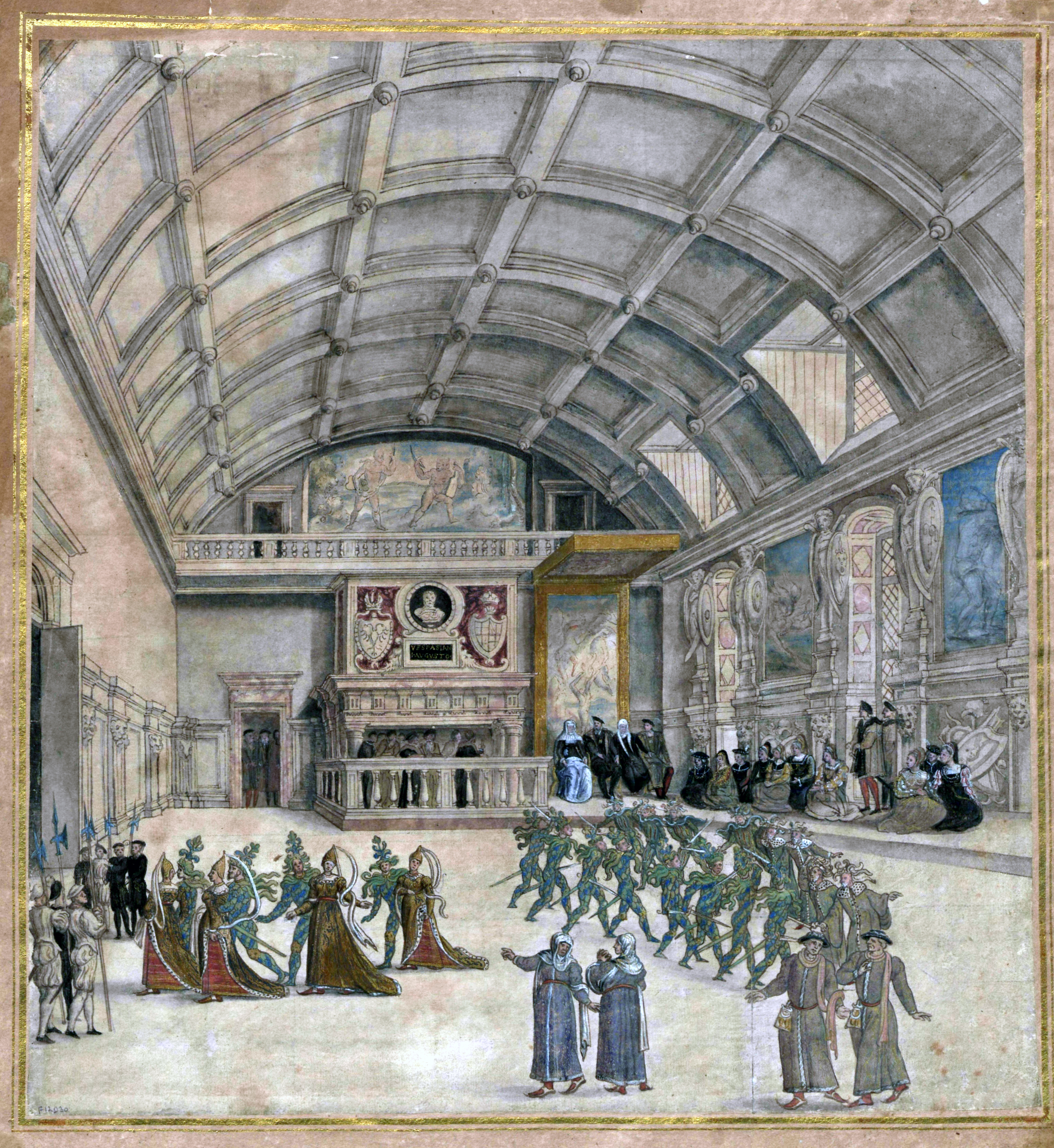
Dansgevecht in het Paleis van Binche tijdens de triomffeesten die Pathie in 1549 mee organiseerde.

De vader van Rogier was Jean Pathie, zanger aan het hof van koning Frans I van Frankrijk. Rogier was al op jonge leeftijd koninklijk muzikant, zoals blijkt uit de rekening van mei 1530 waarin we het eerste spoor van hem vinden (als petit organiste). Wellicht in 1534 ging hij van Parijs naar de muziekkapel van Maria van Hongarije in de Habsburgse Nederlanden. Het feit dat hij onmiddellijk als Maistre Rogier Pathie verschijnt, kan erop wijzen dat hij al een grote reputatie had. Hij volgde Sigismund Yver op als organist en zou dat zijn leven lang blijven. Van de betaalrol van de kapel ging hij over naar de hofhouding, waar hij een mooie loopbaan maakte: eerst als kamerknecht (1543-1551), toen als bureaugriffier (1551-1555) en ten slotte als penningmeester en schatbewaarder (1555-1558).
Een belangrijke taak van Pathie was het rekruteren van muzikanten. Voor de Vlaamse kapel van keizer Karel V in Spanje begaf hij zich naar Doornik, Arras, Brussel, Gent en Rijsel (1541-1542), maar hij maakte ook verdere reizen naar onder meer Firenze. In 1549 was hij nauw betrokken bij het organiseren van de Triomf van Binche. Hij was een van de weinige vertrouwelingen die Maria behield toen ze in 1555 met een ingekrimpte hofhouding haar afgetreden broer naar Spanje volgde. Pathie verving Benedictus Appenzeller als kapelmeester.
Bij de dood van Maria kreeg hij opdracht haar nalatenschap te inventariseren en werd hij belast met het beheer van haar goederen en schulden. Zijn boedelbeschrijving bevatte 169 muziekboeken, 199 instrumenten, en diverse kunstwerken. Vervolgens trad Pathie in dienst van koning Filips II, die hem in 1560 benoemde tot slotvoogd van Aranjuez. In 1565 kreeg hij een pensioen van 600 pond voor goede en trouwe dienst.
Hij was getrouwd met Catharine van Bombergen en kocht met haar in 1553 het landgoed Casteel Weyden of Outhoff in Sint-Martens-Lennik. Ook had hij een prebende in de Gentse Sint-Baafskerk (1540-1542).

## Werk
Orgelcomposities zijn van Pathie niet bewaard, alleen vocaal werk. Zijn meest populaire lied was ongetwijfeld D'amour me plains. In de periode 1539-1644 werd het opgenomen in 26 edities en van 1545 tot 1583 verschenen er minstens 21 instrumentale arrangementen van. Acht vierstemmige werken worden aan Pathie toegeschreven, waaronder vier chansons, een magnificat en drie motetten:
- Cesse mon oeil de plus la regarder
- D'amour me plains et non de vous m'amye
- En vous voyant j'ai liberté perdue
- Le doulx baiser que j'ai au départir
- O altitudo divitiarum sapientiae et scientiae Dei
- Recordare Domine testamenti tui
- Sicut lilium inter spinas

## Voetnoten
1. ↑  Naamvarianten Patie en Patye, voornamen Ruger en Roger.
2. ↑  Thompson 1984, p. 146
3. ↑  Dobbins 2001, p. 234
4. ↑  Kerkhoff 2008, p. 102
5. ↑  Kerkhoff 2008, p. 75
6. ↑  Kerkhoff 2008, p. 178-179
7. 1 2  Dobbins 2001, p. 235
8. ↑  Thompson 1984, p. 147

- Biblioteca Nacional de España: XX1772244
- International Standard Name Identifier: 0000 0000 0352 6412
- Library of Congress Control Number: n2012060908
- Nationale Bibliotheek van Letland: 000303031
- MusicBrainz: e25f489b-0980-4d4f-8375-4cfbd55b1ea5
- Système universitaire de documentation: 17651967X
- Virtual International Authority File: 44565772
- WorldCat: E39PBJwmYH34h9bhywxr7KVcT3